# Ожие Гислен дьо Бюсбек
Ожие Гислен дьо Бюсбек (на френски: Ogier Ghislain de Busbecq; на латински: Augerius Gislenius Busbequius) е фламандски писател, дипломат и естественик.
Роден е през 1522 година в Комин, по това време част от Хабсбургска Нидерландия, като извънбрачно дете на дребен благородник. Постъпва на служба при хабсбургските императори и в средата на 50-те години е посланик в Константинопол, откъдето се връща през 1562 година, след което заема различни придворни и дипломатически постове. Известен е с книгата си „Legationis turcicae epistolae quatuor“, съдържаща негови наблюдения от престоя му в Османската империя, включително бележки за флората и фауната на региона, както и единствените запазени преки свидетелства за езика на кримските готи.
Ожие Гислен дьо Бюсбек е нападнат, ограбен и бит от привърженици на католическата лига през есента на 1592 година. Умира от раните си на 28 октомври 1592 година край Руан.